# Щаслива людина
«Щаслива людина» — радянський художній фільм 1970 року, знятий на кіностудії «Білорусьфільм».

## Сюжет
Минуло п'ять років з тих пір, як Дімка покинув рідне місто і поїхав на Крайню Північ. Повернувшись на батьківщину, він зрозумів, що втратив друзів і кохану, яка зібралася вийти заміж за його друга. Діма вирішив відновити справедливість і це йому вдалося…

## У ролях
- В'ячеслав Захаров — Діма, будівельник
- Віталій Коняєв — Микита Захарович, жених Олі, друг Діми, начальник на будівництві
- Ельвіра Осипова — Оля Маслова, старша дочка Дмитра Петровича, працює в аптеці
- Павло Кормунін — Дмитро Петрович Маслов, будівельник, батько Олі
- Валентина Владимирова — Анна Маслова, мати Олі
- Борис Гітін — Іван «Беззубий», будівельник, зварювальник
- Микола Єременко — епізод
- Лариса Зайцева — епізод
- Тамара Муженко — епізод
- Лев Скворкін — епізод
- Федір Титаренко — епізод
- Людмила Хитяєва — старша сестра Діми, лікар
- Юрій Шульга — майстер
- Андрій Конєв — епізод
- Людмила Тимофєєва — епізод

## Знімальна група
- Режисер — Ігор Добролюбов
- Сценарист — Федір Конєв
- Оператор — Дмитро Зайцев
- Композитор — Рафаїл Хозак
- Художник — В'ячеслав Кубарєв